# Eriocaulon fergusonii
Eriocaulon fergusonii là một loài thực vật có hoa trong họ Cỏ dùi trống. Loài này được (Moldenke) S.M.Phillips mô tả khoa học đầu tiên năm 1994.